# Ockelbo kyrka
Ockelbo kyrka är en kyrkobyggnad i Ockelbo. Den tillhör Ockelbo församling i Uppsala stift.

## Kyrkobyggnaden
Föregående kyrka på platsen är daterad till mitten av 1200-talet.
Nuvarande kyrka uppfördes 1791 - 1793 strax norr om tidigare kyrka som revs. Ritningarna var gjorda av Fredrik Adolf Ulrik Cronstedt. Kyrkan hade 74 bänkar. Natten till den 4 december 1904 eldhärjades kyrkan och bara murarna återstod. En undersökning pekade på att elden börjat uppe i tornet där ett kollager för värmeeldningssystemet fanns. Att ett värmerör sprungit med utspringande gnistor och elden sedan spridit sig till arkivet och biblioteket som låg under. En större del av biblioteket liksom arkivet brann upp; kyrkklockorna smälte ner, där man lyckades samla ihopa 900 klockmetall av dom; några värdefulla handlingar räddades liksom kyrksilvret. Kyrkans tornkors som sattes upp när byggnaden uppfördes, som enligt sägen skulle ha innehållit en del silvermynt av någon anledning, gick det rykte om att en gosse funnit en silverklump bland resterna som någon velat köpa. Några inventarier hann dock räddas undan, däribland två nummertavlor från 1700-talet och tre ljuskronor från 1600-talet respektive 1700-talet. Även räddades två brudkronor, den ena märkt 1755, och tre mässhakar. Ett märkligt sammanhang var att kyrkans klockare och organist, musikdirektör Johan Fredric Lagergren spelade i kyrkan första gången första advent 1854 och sista gången första advent 1904. Ett 50-årsjubileum med sorgkant. Komministern Anders Gustaf Bergbom, som ansökt om den lediga tjänsten som kyrkoherde vid det samtida kyrkoherdevalet för Ljusdals pastorat, med fru, besökte platsen en blåsig dag och fick en sten som ramlade ner från tornet i huvudet. Kyrkan var lågt försäkrad. Ett brandförsäkringsprotokoll upprättades av försäkringsbolagets representant överste Theodor Bergelin.
6 mars 1905 anlitades arkitekt Gustaf Améen för kyrkans återuppbyggande. Mycket disskusioner om hur det hela skulle se ut, var där emellan församlingen och arkitekten. Det stora långhuset omdanades till en treskeppig hallkyrka i barockstil. Två små torn uppfördes vid västra fasaden. Ett stort östtorn fanns sedan tidigare. 23 februari 1908 återinvigdes kyrkan av ärkebiskop Johan August Ekman. En in- och utvändig renovering genomfördes 1956 - 1957. Då inreddes ett kapell i kyrkans västra del.

### Orgel
- 1853-1854 påbörjades en orgel av Jonas Wengström, Ovanåker. Han avled 1855 och orgeln fullbordades först 1866 av Erik Adolf Setterquist, Örebro. Orgeln hade 24 stämmor där Setterquist bytte ut 4 stycken som obrukbara. Även en del konstruktionsfel avhjälptes. Den blev invigd söndagen 21 oktober 1866 av kyrkans kantor musikdirektör Johan Fredrik Lagergrén (1826-1917) som berömde orgeln mycket för dens klangfärg.[7]
- 1907 byggde Erik Henrik Erikson, Gävle en orgel med 24 stämmor, två manualer och pedal. 1958 omdisponerades den av Bröderna Moberg, Sandviken.
- Den nuvarande orgeln byggdes 1974 av Grönlunds Orgelbyggeri AB, Gammelstad och är en mekanisk orgel med slejflådor. Tonomfånget är på 56/30. Fasaden är samtida med orgeln.

| Ryggpositiv I   | Huvudverk II      | Svällverk III      | Pedal           | Koppel |
| Gedackt 8'      | Gedacktpommer 16' | Principal 8'       | Principal 16'   | I/P    |
| Quintadena 8'   | Principal 8'      | Gamba 8'           | Subbas 16'      | II/P   |
| Principal 4'    | Hålflöjt 8'       | Unda maris 8'      | Oktava 8'       | III/P  |
| Koppelflöjt 4'  | Oktava 4'         | Rörflöjt 8'        | Oktava 4'       | I/II   |
| Waldflöjt 2'    | Spetsflöjt 4'     | Oktava 4'          | Rauschpfeife IV | III/II |
| Oktava 1'       | Kvinta 2 2⁄3'     | Flöjt oktaviant 4' | Basun 16'       |        |
| Sesquialtera II | Oktava 2'         | Nasat 2 2⁄3'       | Trumpet 8'      |        |
| Scharf III      | Mixtur V 1 1⁄3'   | Piccolo 2'         |                 |        |
| Dulcian 16'     | Trumpet 8'        | Ters 1 3⁄5'        |                 |        |
| Rörskalmeja 8'  |                   | Mixtur IV          |                 |        |
| Tremulant       |                   | Bombard 16'        |                 |        |
|                 |                   | Oboe 8'            |                 |        |
|                 |                   | Tremulant          |                 |        |
|                 |                   | Crescendosvällare  |                 |        |

#### Korogel
- 1989 flyttades en orgel hit från Kummelby kyrka. Orgeln var byggd 1957 av Grönlunds Orgelbyggeri, Gammelstad. När orgeln flyttades till kyrkan tillbyggdes Subbas 16' av Walter Thür Orgelbyggen AB, Torshälla. Orgeln är mekanisk med slejflådor och har ett tonomfång på 56/27.

| Manual       | Pedal      | Koppel   |
| Gedackt 8'   | Subbas 16' | Man/Ped. |
| Principal 4' |            |          |
| Rörflöjt 4'  |            |          |
| Waldflöjt 2' |            |          |
| Mixtur II    |            |          |

### Webbkällor
- Ockelbo församling
- byggnadspresentation